# ستيفان غيندرون
ستيفان غيندرون هو مقدم تلفزيوني وإذاعي وسياسي كندي، ولد في 22 ديسمبر 1967 في سان جان سور ريشليو في كندا. انتخب عمدة.